# Sister Sledge/Diskografie
Diese Diskografie ist eine Übersicht über die musikalischen Werke der US-amerikanischen Soul- und Funk-Gesangsgruppe Sister Sledge. Den Schallplattenauszeichnungen zufolge hat sie bisher mehr als 4,3 Millionen Tonträger verkauft, davon alleine in ihrer Heimat über zwei Millionen. Ihre erfolgreichste Veröffentlichung ist die Single We Are Family mit über 1,6 Millionen verkauften Einheiten.

## Alben

### Studioalben
| Jahr | Titel                             | Höchstplatzierung, Gesamtwochen, AuszeichnungChartplatzierungen (Jahr, Titel, Platzierungen, Wochen, Auszeichnungen, Anmerkungen) | Höchstplatzierung, Gesamtwochen, AuszeichnungChartplatzierungen (Jahr, Titel, Platzierungen, Wochen, Auszeichnungen, Anmerkungen) | Höchstplatzierung, Gesamtwochen, AuszeichnungChartplatzierungen (Jahr, Titel, Platzierungen, Wochen, Auszeichnungen, Anmerkungen) | Anmerkungen                                                                    |
| Jahr | Titel                             | UK | US | R&B | Anmerkungen                                                                    |
| ---- | --------------------------------- | --- | --- | --- | ------------------------------------------------------------------------------ |
| 1975 | Circle of Love                    | — | — | R&B56 (3 Wo.)R&B | Erstveröffentlichung: Februar 1975 Produzenten: Bert DeCoteaux, Tony Silvester |
| 1979 | We Are Family                     | UK7 Gold · (39 Wo.)UK | US3 Platin · (33 Wo.)US | R&B1 (34 Wo.)R&B | Erstveröffentlichung: Februar 1979 Produzenten: Bernard Edwards, Nile Rodgers  |
| 1980 | Love Somebody Today               | — | US31 (15 Wo.)US | R&B7 (19 Wo.)R&B | Erstveröffentlichung: Februar 1980 Produzenten: Bernard Edwards, Nile Rodgers  |
| 1981 | All American Girls                | — | US42 (29 Wo.)US | R&B13 (25 Wo.)R&B | Erstveröffentlichung: Februar 1981 Produzent: Narada Michael Walden            |
| 1982 | The Sisters                       | — | US69 (14 Wo.)US | R&B17 (16 Wo.)R&B | Erstveröffentlichung: Februar 1982 Produzenten: Sister Sledge                  |
| 1983 | Bet Cha Say That to All the Girls | — | US169 (8 Wo.)US | R&B35 (17 Wo.)R&B | Erstveröffentlichung: Mai 1983 Produzenten: George Duke, Cheryl R. Brown       |
| 1985 | When the Boys Meet the Girls      | UK19 Silber · (11 Wo.)UK | — | R&B52 (6 Wo.)R&B | Erstveröffentlichung: Juni 1985 Produzent: Nile Rodgers                        |

Weitere Studioalben
- 1977: Together
- 1992: And Now … Sledge … Again
- 1993: Lost in Music
- 1998: African Eyes
- 2003: Style

### Livealben
- 1993: Live in Concert
- 1996: Live: We Are Family
- 2004: Live at the Budokan (Chic feat. Slash und Sister Sledge; aufgenommen im April 1996 im Nippon Budōkan, Tokio; CD + DVD)

### Kompilationen
| Jahr | Titel                                                  | Höchstplatzierung, Gesamtwochen, AuszeichnungChartplatzierungen (Jahr, Titel, Platzierungen, Wochen, Auszeichnungen, Anmerkungen) | Höchstplatzierung, Gesamtwochen, AuszeichnungChartplatzierungen (Jahr, Titel, Platzierungen, Wochen, Auszeichnungen, Anmerkungen) | Höchstplatzierung, Gesamtwochen, AuszeichnungChartplatzierungen (Jahr, Titel, Platzierungen, Wochen, Auszeichnungen, Anmerkungen) | Anmerkungen                                                              |
| Jahr | Titel                                                  | UK | US | R&B | Anmerkungen                                                              |
| ---- | ------------------------------------------------------ | --- | --- | --- | ------------------------------------------------------------------------ |
| 1987 | Freak Out: The Greatest Hits of Chic and Sister Sledge | UK72 (3 Wo.)UK | — | — | Erstveröffentlichung: November 1987 mit Chic; Splitalbum mit je 8 Tracks |
| 1993 | The Very Best of Sister Sledge 1973–93                 | UK19 Silber · (5 Wo.)UK | — | — | Erstveröffentlichung: Februar 1993                                       |

Weitere Kompilationen
- 1986: Greatest Hits
- 1991: Dance Across the Floor (mit Gloria Gaynor, Jimmy „Bo“ Horne und Arthur Miles)
- 1992: The Best of Sister Sledge 1973–1985 (UK: Silber)
- 1993: Lost in Music
- 1994: Greatest Hits Live
- 1994: The Ultimate Megamixes
- 1995: Super Stars
- 1996: Sister Sledge
- 1997: Greatest Hits – Live!
- 1999: The Very Best of Chic and Sister Sledge (mit Chic)
- 2000: Greatest Hits
- 2001: Remixed Super Dance Hits
- 2002: The Essentials
- 2005: Good Times: The Very Best of Chic & Sister Sledge – The Hits & the Remixes (mit Chic; 2 CDs)
- 2006: Sisters of Soul Live (mit Rose Royce)
- 2006: The Definitive Groove Collection (2 CDs)
- 2007: We Are Family
- 2007: Legends
- 2011: Original Album Series (Box mit 5 CDs)
- 2013: Up All Night: The Greatest Hits (Nile Rodgers presents the Chic Organization)

## Singles
| Jahr | Titel Album                                                         | Höchstplatzierung, Gesamtwochen, AuszeichnungChartplatzierungen (Jahr, Titel, Album, Platzierungen, Wochen, Auszeichnungen, Anmerkungen) | Höchstplatzierung, Gesamtwochen, AuszeichnungChartplatzierungen (Jahr, Titel, Album, Platzierungen, Wochen, Auszeichnungen, Anmerkungen) | Höchstplatzierung, Gesamtwochen, AuszeichnungChartplatzierungen (Jahr, Titel, Album, Platzierungen, Wochen, Auszeichnungen, Anmerkungen) | Höchstplatzierung, Gesamtwochen, AuszeichnungChartplatzierungen (Jahr, Titel, Album, Platzierungen, Wochen, Auszeichnungen, Anmerkungen) | Höchstplatzierung, Gesamtwochen, AuszeichnungChartplatzierungen (Jahr, Titel, Album, Platzierungen, Wochen, Auszeichnungen, Anmerkungen) | Höchstplatzierung, Gesamtwochen, AuszeichnungChartplatzierungen (Jahr, Titel, Album, Platzierungen, Wochen, Auszeichnungen, Anmerkungen) | Höchstplatzierung, Gesamtwochen, AuszeichnungChartplatzierungen (Jahr, Titel, Album, Platzierungen, Wochen, Auszeichnungen, Anmerkungen) | Anmerkungen | [↑]: gemeinsam behandelt mit vorhergehendem Eintrag; [←]: in beiden Charts platziert |
| Jahr | Titel Album                                                         | DE | AT | CH | UK | US | R&B | Dance | Anmerkungen |                                                                                      |
| ---- | ------------------------------------------------------------------- | --- | --- | --- | --- | --- | --- | --- | --- | ------------------------------------------------------------------------------------ |
| 1974 | Love Don’t You Go Through No Changes on Me Circle of Love           | — | — | — | — | US92 (4 Wo.)US | R&B31 (13 Wo.)R&B | Dance5 (10 Wo.)Dance | Erstveröffentlichung: Dezember 1974 Autoren: Gwen Guthrie, Patrick Grant                                                                                                 |                                                                                      |
| 1975 | Protect Our Love Circle of Love                                     | — | — | — | — | — | — | Dance7 (5 Wo.)Dance | Erstveröffentlichung: Februar 1975 Autoren: Gwen Guthrie, Patrick Grant                                                                                                  |                                                                                      |
| 1975 | Pain Reliever Circle of Love                                        | — | — | — | — | — | —[Dance: ↑] | Dance7 (5 Wo.)Dance | Erstveröffentlichung: Februar 1975 Autoren: Gwen Guthrie, Patrick Grant                                                                                                  |                                                                                      |
| 1975 | Mama Never Told Me –                                                | — | — | — | UK20 (6 Wo.)UK | — | — | — | Erstveröffentlichung: September 1973 Autoren: Phil Hurtt, Tony Bell |                                                                                      |
| 1976 | Thank You for Today Circle of Love                                  | — | — | — | — | — | R&B78 (5 Wo.)R&B | — | Erstveröffentlichung: Juli 1976 Autoren: Bobby Eli, Lee Phillips |                                                                                      |
| 1977 | Cream of the Crop –                                                 | — | — | — | — | — | R&B100 (2 Wo.)R&B | — | Erstveröffentlichung: Dezember 1976 Autoren: Bobby Eli, Len Barry |                                                                                      |
| 1977 | Blockbuster Boy Together                                            | — | — | — | — | — | R&B61 (6 Wo.)R&B | — | Erstveröffentlichung: Juni 1977 Autoren: Michael Kunze, Sylvester Levay                                                                                                  |                                                                                      |
| 1979 | He’s the Greatest Dancer We Are Family                              | — | — | — | UK6 Silber · (11 Wo.)UK | US9 (19 Wo.)US | R&B1 (17 Wo.)R&B | Dance1 (23 Wo.)Dance | Erstveröffentlichung: 27. Dezember 1978 Autoren: Bernard Edwards, Nile Rodgers                                                                                           |                                                                                      |
| 1979 | We Are Family                                                       | DE26 (10 Wo.)DE | — | CH6 (9 Wo.)CH | UK8 Platin · (10 Wo.)UK | US2 Gold · (19 Wo.)US | R&B1 (13 Wo.)R&B[Dance: ↑] | Dance1 (23 Wo.)Dance | Erstveröffentlichung: 17. April 1979 Grammy Hall of Fame + R&B Hall of Fame Platz 192 der Songs of the Century (RIAA, Liste 2001) Autoren: Bernard Edwards, Nile Rodgers |                                                                                      |
| 1979 | Lost in Music We Are Family                                         | — | — | — | UK17 (10 Wo.)UK | — | R&B35 (9 Wo.)R&B | — | Erstveröffentlichung: 11. Juli 1979 Autoren: Bernard Edwards, Nile Rodgers                                                                                               |                                                                                      |
| 1980 | Got to Love Somebody Love Somebody Today                            | — | — | — | UK34 (4 Wo.)UK | US64 (5 Wo.)US | R&B6 (15 Wo.)R&B | Dance34 (15 Wo.)Dance | Erstveröffentlichung: Dezember 1979 Autoren: Bernard Edwards, Nile Rodgers                                                                                               |                                                                                      |
| 1980 | Reach Your Peak Got to Love Somebody                                | — | — | — | — | — | R&B21 (12 Wo.)R&B[Dance: ↑] | Dance34 (15 Wo.)Dance | Erstveröffentlichung: März 1980 Autoren: Bernard Edwards, Nile Rodgers                                                                                                   |                                                                                      |
| 1980 | Let’s Go on Vacation Got to Love Somebody                           | — | — | — | — | — | R&B63 (5 Wo.)R&B | — | Erstveröffentlichung: Juni 1980 Autoren: Bernard Edwards, Nile Rodgers                                                                                                   |                                                                                      |
| 1981 | All American Girls                                                  | DE27 (16 Wo.)DE | — | — | UK41 (5 Wo.)UK | US79 (5 Wo.)US | R&B3 (16 Wo.)R&B | Dance6 (17 Wo.)Dance | Erstveröffentlichung: Januar 1981 Autoren: Allee Willis, Joni Sledge, Lisa Walden, Narada Michael Walden                                                                 |                                                                                      |
| 1981 | He’s Just a Runaway (A Tribute to Bob Marley) All American Girls    | — | — | — | — | — | R&B32 (9 Wo.)R&B[Dance: ↑] | Dance6 (17 Wo.)Dance | Erstveröffentlichung: Januar 1981 Autoren: Allee Willis, Narada Michael Walden                                                                                           |                                                                                      |
| 1981 | Next Time You’ll Know All American Girls                            | — | — | — | — | US82 (5 Wo.)US | R&B28 (14 Wo.)R&B | — | Erstveröffentlichung: April 1981 Autoren: Allee Willis, Narada Michael Walden                                                                                            |                                                                                      |
| 1982 | My Guy The Sisters                                                  | — | — | — | — | US23 (15 Wo.)US | R&B14 (15 Wo.)R&B | — | Erstveröffentlichung: Januar 1982 Autor: Smokey Robinson Original: Mary Wells, 1964                                                                                      |                                                                                      |
| 1982 | All the Man That I Need The Sisters                                 | — | — | — | — | — | R&B45 (10 Wo.)R&B | — | Erstveröffentlichung: Mai 1982 feat. David Simmons Autoren: Dean Pitchford, Michael Gore Original: Linda Clifford, 1982                                                  |                                                                                      |
| 1983 | B. Y. O. B. (Bring Your Own Baby) Bet Cha Say That to All the Girls | — | — | — | — | — | R&B22 (14 Wo.)R&B | — | Erstveröffentlichung: April 1983 Autoren: Michael Garvin, Tom Shapiro |                                                                                      |
| 1983 | Gotta Get Back to Love Bet Cha Say That to All the Girls            | — | — | — | — | — | R&B56 (7 Wo.)R&B | — | Erstveröffentlichung: September 1983 Autoren: Kerry Hatch, Tom Kelly Original: Bill Champlin, 1981                                                                       |                                                                                      |
| 1984 | Lost in Music (1984 Mix) –                                          | DE18 (13 Wo.)DE | — | — | UK4 Gold · (15 Wo.)UK | — | — | — | Erstveröffentlichung: August 1984 Remix: Nile Rodgers |                                                                                      |
| 1984 | We Are Family (1984 Remix) –                                        | — | — | — | UK33 (4 Wo.)UK | — | — | — | Erstveröffentlichung: November 1984 Remix: Bernard Edwards |                                                                                      |
| 1985 | Frankie When the Boys Meet the Girls                                | DE13 (13 Wo.)DE | AT27 (2 Wo.)AT | — | UK1 Gold · (17 Wo.)UK | US75 (8 Wo.)US | R&B32 (10 Wo.)R&B | — | Erstveröffentlichung: Mai 1985 Autor: Denise Rich |                                                                                      |
| 1985 | Dancing on the Jagged Edge When the Boys Meet the Girls             | — | — | — | UK50 (3 Wo.)UK | — | R&B71 (6 Wo.)R&B | — | Erstveröffentlichung: August 1985 Autoren: David Paul Bryant, Dennis Herring, Lorelei McBroom                                                                            |                                                                                      |
| 1986 | When the Boys Meet the Girls                                        | — | — | — | UK89 (1 Wo.)UK | — | — | — | Erstveröffentlichung: Februar 1986 Autoren: Danny Ironstone, Mary Unobsky                                                                                                |                                                                                      |
| 1986 | Here to Stay Playing for Keeps (Soundtrack)                         | — | — | — | UK78 (3 Wo.)UK | — | — | — | Erstveröffentlichung: Oktober 1986 Autoren: Daniel Bechet, George Acogny, Julian Littman                                                                                 |                                                                                      |
| 1993 | We Are Family (’93 Mixes) The Very Best of Sister Sledge 1973–93    | — | — | — | UK5 (8 Wo.)UK | — | — | Dance31 (6 Wo.)Dance | Erstveröffentlichung: Januar 1993 Remixe: Sure Is Pure, Steve Anderson                                                                                                   |                                                                                      |
| 1993 | Lost in Music (’93 Mixes) The Very Best of Sister Sledge 1973–93    | — | — | — | UK14 (5 Wo.)UK | — | — | — | Erstveröffentlichung: März 1993 Remixe: Sure Is Pure, Phil Kelsey |                                                                                      |
| 1993 | Thinking of You (’93 Mixes) The Very Best of Sister Sledge 1973–93  | — | — | — | UK17 Gold · (4 Wo.)UK | — | — | — | Erstveröffentlichung: Mai 1993 Remixe: Ramp, Andrew Livingstone, Dave Lee                                                                                                |                                                                                      |
| 2003 | Lost in Music 2003 –                                                | DE56 (7 Wo.)DE | — | — | — | — | — | — | Erstveröffentlichung: März 2003 Wackside feat. Sister Sledge |                                                                                      |
| 2004 | We Are Family (Old Skool Club Mix) –                                | — | — | — | UK93 (2 Wo.)UK | — | — | — | Erstveröffentlichung: 2003 Remix: Chu Chu |                                                                                      |

Weitere Singles
- 1971: Time Will Tell
- 1973: The Weatherman
- 1975: Circle of Love (Caught in the Middle)
- 1975: Love Has Found Me
- 1977: Baby, It’s the Rain
- 1977: As
- 1978: I’ve Seen Better Days
- 1978: When You Wish Upon a Star (Montana feat. Sister Sledge)
- 1978: Thinking Of You
- 1980: Easy Street
- 1981: If You Really Want Me
- 1982: Super Bad Sisters
- 1983: Let Him Go
- 1983: Thank You for the Party
- 1985: You’re Fine
- 1992: World, Rise & Shine / Everybody Dance
- 1992: All New Full Length Mixes (2 12inch Maxis)
- 1993: Good Times ’93
- 1994: Get a Life
- 1997: All New Mixes ’97
- 1998: We Are Family ’98
- 1998: All New Mixes ’98
- 1998: Everybody Dance

## Statistik

### Chartauswertung
|                     | UK    | US    | R&B     |
| ------------------- | ----- | ----- | ------- |
| Nummer-eins-Alben   | UK—UK | US—US | R&B1R&B |
| Top-10-Alben        | UK1UK | US1US | R&B2R&B |
| Alben in den Charts | UK4UK | US5US | R&B7R&B |

|                       | DE    | AT    | CH    | UK     | US    | R&B      | Dance       |
| --------------------- | ----- | ----- | ----- | ------ | ----- | -------- | ----------- |
| Nummer-eins-Singles   | DE—DE | AT—AT | CH—CH | UK1UK  | US—US | R&B2R&B  | Dance1Dance |
| Top-10-Singles        | DE—DE | AT—AT | CH1CH | UK5UK  | US2US | R&B4R&B  | Dance4Dance |
| Singles in den Charts | DE5DE | AT1AT | CH1CH | UK16UK | US8US | R&B19R&B | Dance6Dance |

### Auszeichnungen für Musikverkäufe
Anmerkung: Auszeichnungen in Ländern aus den Charttabellen bzw. Chartboxen sind in ebendiesen zu finden.
| Land/RegionAuszeichnungen für Musikverkäufe (Land/Region, Auszeichnungen, Verkäufe, Quellen) | Silber     | Gold     | Platin     | Verkäufe  | Quellen   |
| -------------------------------------------------------------------------------------------- | ---------- | -------- | ---------- | --------- | --------- |
| Vereinigte Staaten (RIAA)                                                                    | —          | Gold1    | Platin1    | 2.000.000 | riaa.com  |
| Vereinigtes Königreich (BPI)                                                                 | 4× Silber4 | 4× Gold4 | Platin1    | 2.380.000 | bpi.co.uk |
| Insgesamt                                                                                    | 4× Silber4 | 5× Gold5 | 2× Platin2 |           |           |